# 祖迪·告魯夫
祖迪·告魯夫（荷蘭語：Jordi Cruijff，1974年2月9日—），荷蘭前職業男子足球運動員，出生荷兰阿姆斯特丹，世界足球史上名将告魯夫的儿子。祖迪·告魯夫司職中場，可串演)翼鋒或輔鋒，職業生涯早期曾效力巴塞隆拿及曼聯等大型球會，後期於一些西甲下游球隊及烏克蘭球會效力。06/07年球季後正式退役。

## 球會生涯
小克魯伊夫身為荷蘭球王告魯夫的兒子，他從小便被寄予厚望。在父親執教的西甲球隊巴塞隆拿當中，他得到了一些上陣機會。儘管不是球隊的主力球員，他在歐聯賽事對曼聯一役當中，他的表現非常出色，並交出一個助攻，協助球隊大勝4:0而回。不久，父親告魯夫被解僱，某程度上一直得到父蔭的祖迪·告魯夫於魯營球場的生涯亦走到盡頭，他於1996年以140萬鎊的價錢轉會到英超球會曼聯，正是他當年於歐聯的對賽令領隊費格遜留下深刻印象，因此把他帶到英國。
雖然他於曼聯首幾場賽事有不錯表現，並射入一些入球，但總括他於4個年頭裡過得並不如意，他從來未能成為球隊的正選。一系列的傷患令他錯過了很多賽事，然後於98/99年那個「三冠王」的奇蹟球季中，他被外借回西班牙的切爾達，這使他錯過了成為這個奇蹟的功臣之一。2000年，他選擇離開球會，加盟了西班牙球會艾拉維斯。
在艾拉維斯，祖迪·告魯夫於他的職業生涯中首次成為了一支球隊的重要戰力，他帶領球隊殺入歐洲足協盃決賽，祖迪·告魯夫更於決賽89分鐘頂入一個決定性的板平球，與利物浦以4:4打成平手，進入黃金入球制的加時後，因後衛的一球烏龍球失掉了冠軍。祖迪於球隊待了3年，轉會至愛斯賓奴。
在愛斯賓奴待了一個不過不失的賽季後，他轉戰到烏克蘭聯賽，並一直踢至退休。
在2009-2010年度的球季,他擔任了馬爾他球會瓦萊塔的助理教練兼球員。

## 國家隊生涯
祖迪·告魯夫雖然只曾代表過荷蘭國家隊9次，但他卻出席過一次大賽，那是1996年歐洲國家盃，祖迪是當時球隊的正選左翼。他於對瑞士一役當中射入一球，協助球隊以2:0勝出。

## 退役生活
2025年2月5日，印度尼西亞足球協會宣布小克魯伊夫出任印尼足協技術顧問。

## 荣誉
巴塞罗那
- 西班牙超级杯: 1
  - 1994年

曼联
- 英格兰足球超级联赛: 2
  - 1996-97，1999-00
- 洲际杯: 1
  - 1999年
- 英格兰社区盾: 2
  - 1996年，1997年

阿拉维斯
- 欧洲联盟杯亞軍
  - 2001年

1. ↑  肖赧. 李涛 , 编. . 北京青年報. 2025-02-26  [2025-03-07] –騰訊網 （中文（中国大陆））.